# Chiesa di Sant'Ireneo
La chiesa di Sant'Ireneo è una chiesa di Roma, nel quartiere Prenestino-Centocelle, in via dei Castani.

## Storia
Costruita nel XX secolo su progetto di Giorgio Guidi, la chiesa è sede della parrocchia omonima, istituita il 17 luglio 1954 con decreto del cardinale vicario Clemente Micara “Qua celeritate”.
Dal 14 febbraio 2015 insiste su di essa l'omonimo titolo cardinalizio di Sant'Ireneo a Centocelle.

## Descrizione

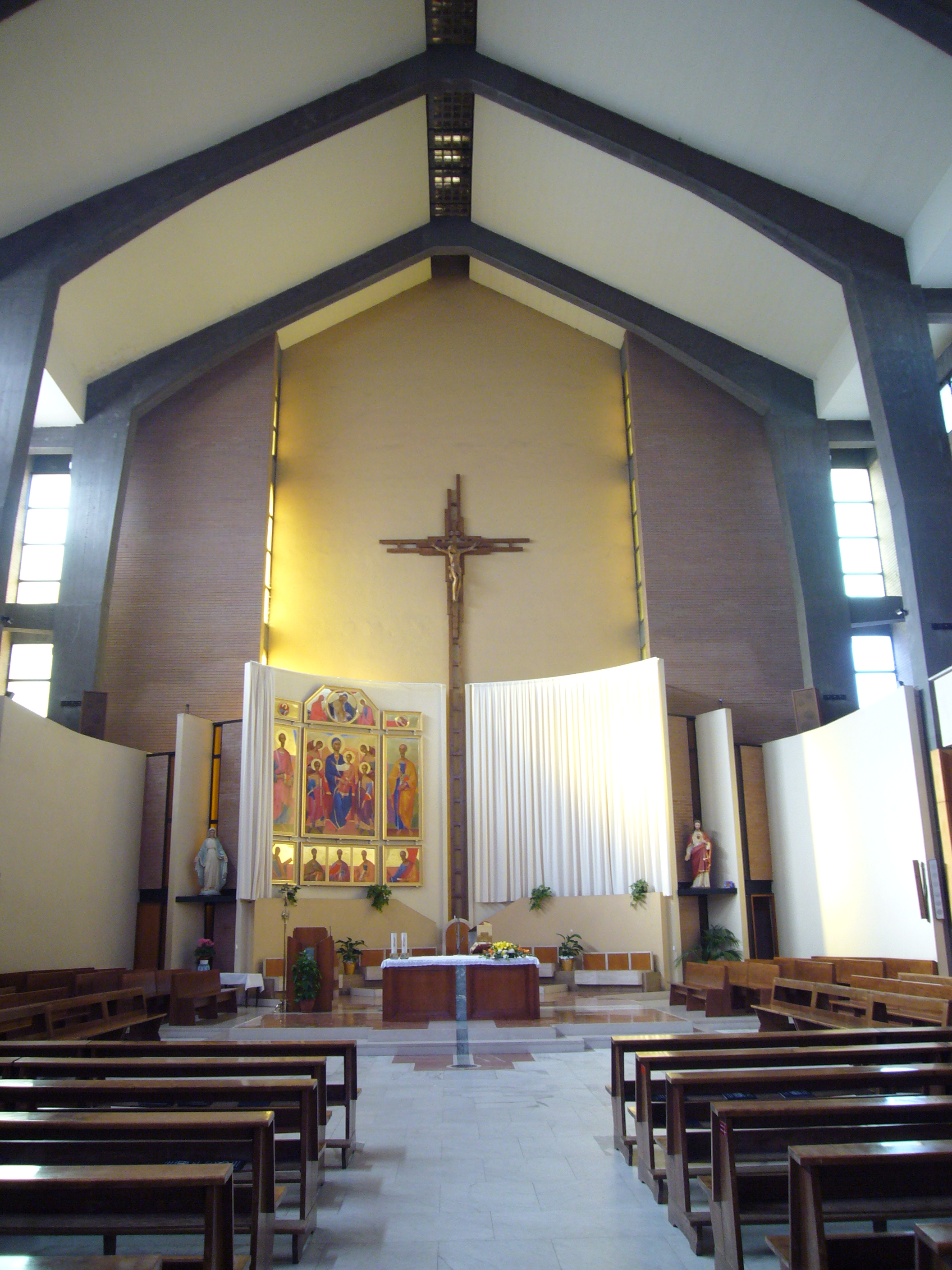
L'interno

A destra dell'entrata è collocato il battistero per immersione, a forma ottagonale. A fianco è un quadro raffigurante il santo titolare della chiesa, opera di Mario Barberis (1955): in esso sono rappresentati i momenti essenziali della vita di Ireneo di Lione, con la palma del martirio, ruderi romani rappresentanti il tempo antico, la difesa del papato e la basilica di San Pietro in Roma. Il quadro è posto sopra un altare in legno in stile neogotico, donato alla chiesa dal cardinale di Lione Pierre-Marie Gerlier.
Il 28 giugno 2011, al termine della Messa solenne di S. Ireneo, è stata inaugurata la serie di icone che, sebbene avessero l'intento di abbellire il sistema di pareti ricurve dello spazio absidale, appesantiscono lo sfondo, contrastando con lo stile geometrico ed essenziale dell'architettura, con la quale si armonizzava di più il precedente allestimento con un Cristo , ora rimosso.